# Dimas Teixeira
Dimas Manuel Marques Teixeira (Johannesburgo, Sudáfrica, 16 de febrero de 1969) es un ex-futbolista portugués nacido en Sudáfrica. Se desempeñaba como lateral izquierdo.

## Clubes
| Club                  | País     | Año         | Partidos | Goles |
| Académica Coimbra     | Portugal | 1987 - 1990 | 56       | 8     |
| CF Estrela Amadora    | Portugal | 1990 - 1992 | 32       | 2     |
| Vitoria SC            | Portugal | 1992 - 1994 | 60       | 2     |
| SL Benfica            | Portugal | 1994 - 1996 | 68       | 3     |
| Juventus FC           | Italia   | 1996 - 1998 | 39       | 0     |
| Fenerbahçe SK         | Turquía  | 1998 - 1999 | 24       | 4     |
| Standard de Lieja     | Bélgica  | 2000        | 13       | 0     |
| Sporting CP           | Portugal | 2000 - 2002 | 10       | 2     |
| Olympique de Marsella | Francia  | 2002        | 4        | 0     |

## Palmarés
Juventus FC
- Serie A: 1996-97, 1997-98
- Supercopa de Italia: 1997

Sporting CP
- Primera División de Portugal: 2001-02
- Copa de Portugal: 2002

- Datos: Q725768
- Multimedia: Dimas Teixeira / Q725768